# Księgowy (film 2001)
Księgowy (ang The Accountant) – amerykański film krótkometrażowy z 2001 roku w reżyserii Ray McKinnon. W 2002 roku film otrzymał Oscara w kategorii Najlepszy krótkometrażowy film aktorski.